# باري دوبسون
باري دوبسون (بالإنجليزية: Barrie Dobson)‏ هو مؤرخ بريطاني، ولد في 3 نوفمبر 1931 في ستوكتون أون تيز ‏ في المملكة المتحدة، وتوفي في 29 مارس 2013 في يورك في المملكة المتحدة.